# Королюк, Владимир Семёнович
Владимир Семёнович Королюк (укр. Володимир Семенович Королюк; 19 августа 1925, Киев — 4 апреля 2020, там же) — советский и украинский математик.

## Биография
Окончил Киевский государственный университет в 1950 году и аспирантуру Института математики НАН Украины (1954). Доктор физико-математических наук (1964), профессор (1965), член-корреспондент НАН Украины (1967), академик НАН Украины (1976).
В 1965—1995 годах — профессор кафедры теории вероятностей и математической статистики КНУ им. Т. Г. Шевченко.
Работал в Институте математики НАН Украины: был заведующим отделом теории вероятностей и математической статистики с 1960 по 1993 гг. и занимал должность заместителя директора института по научной работе с 1966 по 1988 гг. С 1993 по 1999 год работал главным научным сотрудником, с 1999 года — советником при дирекции Института математики, а также заместителем Академика-секретаря отделения математики НАН Украины.

## Награды и премии
Заслуженный деятель науки и техники Украины (1998), лауреат Государственной премии УССР в области науки и техники (1978), Премии НАН Украины им. Н. М. Крылова (1976), Премии НАН Украины им. В. М. Глушкова (1988), Премии НАН Украины им. Н. Н. Боголюбова (1995), Премии НАН Украины им. М. В. Остроградского (2002), Государственной премии Украины в области науки и техники за цикл работ по теории стохастических систем (2003), награждён серебряной медалью им. М. В. Остроградского (2001).

## Научный вклад
Основные работы в областях теории вероятностей и математической статистики, методов программирования, уточнения предельных теорем для задач случайных блужданий с границами, и т. д.
За более чем 55 лет творческой деятельности было опубликовано порядка 350 научных трудов, в том числе около 20 монографий, из них многие переизданы в заграничных издательствах. Интенсивность научной деятельности практически оставалась неизменной.
Под его руководством более 40 математиков защитили кандидатские и 10 — докторские диссертации. Являлся членом редколлегий «Українського математичного журналу», журналов «Кибернетика и системный анализ», «Теорія ймовірностей та математична статистика», «Theory of Stochastic Processes», «Applied Stochastic Models and Data Analysis».
Многогранная научная деятельность В. С. Королюка началась с исследования непараметрических задач математической статистики и асимптотического анализа случайных блужданий. Начатые исследования предельных задач для случайных блужданий асимптотическими методами В. С. Королюк продолжал со своими учениками (Д. В. Гусак, Н. С. Братийчук и другие). В своих исследованиях он использовал факторизационые тождества и тождество Поллачека-Спитцера, развивал метод потенциала для случайных блужданий и сложных пуассоновских процессов. В. С. Королюк, одним из первых на Украине должным образом оценил теоретическое и прикладное значение полумарковских процессов и привлёк внимание своих учеников к их исследованию. Результаты этих исследований подытожены в монографиях В. С. Королюка, А. Ф. Турбина и А. В. Свищука.
В 70-80 гг. В. С. Королюк возобновляет исследование задач математической статистики и вместе с Ю. В. Боровских занимается асимптотическим анализом вероятностных распределений и распределений статистик. Результаты исследования указанных статистических проблем подытожены в нескольких монографиях В. С. Королюка и Ю. В. Боровских, часть из которых была переиздана на английском языке.
Плодотворную научную и научно-организационную работу В. С. Королюк сочетал с педагогической деятельностью и научно-воспитательной работой с аспирантами и студентами, работая с 1965 г. в должности профессора кафедры теории вероятностей и математической статистики. В этот период он много внимания уделял чтению спецкурсов для старшекурсников механико-математического факультета и слушателей факультета повышения квалификации Киевского Национального университета им. Т. Г. Шевченко. В. С. Королюк унаследовал от своего учителя Б. В. Гнеденко многие ценные качества, среди которых увлечение не только научными проблемами математики, а также и популяризацией её новых достижений. Возглавляя отдел математики при Республиканском Доме экономической и научно-технической пропаганды, В. С. Королюк активно способствовал пропаганде математических знаний и научных достижений теории вероятностей, математической статистики и кибернетики.
Короткий итоговый очерк основных научных результатов В. С. Королюка:
1. Предельные теоремы типа усреднения, диффузионной и пуассоновской аппроксимации полумарковских случайных эволюций:
Теория полумарковских случайных эволюций (ПМСЭ), которая развивалась в исследованиях на до 90-х годов совместно с А. Ф. Турбиным и А. В. Свищуком, опиралась в значительной степени на асимптотический анализ уравнений марковского восстановления (УМВ), которые определялись характеристиками процессов марковского восстановления (ПМВ), вложенных в полумарковский процесс. В то же время существует другой подход, предложенный А. Вентцелем и М. Свириденко, основанный на мартингальной характеризации ПМВ с использованием компенсирующего оператора (нормируемого генератора ПМВ). При этом алгоритмы усреднения, диффузионной и пуассоновской аппроксимации ПМСЭ строятся по стандартной схеме с использованием решений проблемы сингулярного возмущения для приводимо-обратимых операторов.
2. Полумарковские случайные блуждания в схеме серий: Проблема асимптотического анализа полумарковских случайных блужданий в схеме серий заключается в том, чтобы подать случайное блуждание в виде соответствующей случайной эволюции, которую можно задавать компенсирующим (порождающим) оператором. Особенно загадочной была схема пуассоновской аппроксимации. Надо было нормировать малым параметром серии вероятности больших прыжков, вместо самих прыжков.
3. Диффузионная аппроксимация стохастических систем, которые описываются процессами с локально независимыми приращениями и с полумарковским входом: Класс процессов с локально независимыми приращениями лучше всего подходит для описания систем обслуживания и резервируемых систем. Поэтому проблема диффузионной аппроксимации таких систем естественно укладывается в теорию диффузионной аппроксимации центрируемых случайных эволюций. Центрированная функция порождает усредненную эволюцию, которая определяется полугруппой. При этом порождающий оператор определяется интенсивностью со смещенным аргументом.
4. Устойчивость стохастических систем в схемах фазового усреднения и диффузионной аппроксимации:Проблема заключается в том, чтобы установить устойчивость стохастических систем с марковськими или полумарковскими переключениями путём использования функции Ляпунова для усредненных или предельных диффузионных систем. Вследствие того, что функция Ляпунова является случайной эволюцией для соответствующей стохастической системы, целесообразным является использование теории случайных эволюций в проблеме устойчивости стохастических систем.
5. Стохастический полином Кравчука (СПК): Обобщение полиномов Кравчука построено на представлении СПК в виде случайных перманентов симметричных прямоугольных матриц. СПК стали частным случаем симметричных статистик. В теории СПК естественно используется современная теория семимартингалов. Образующая функция СПК является решением известного уравнения Долеана — Доде.